# Niko Nicotera

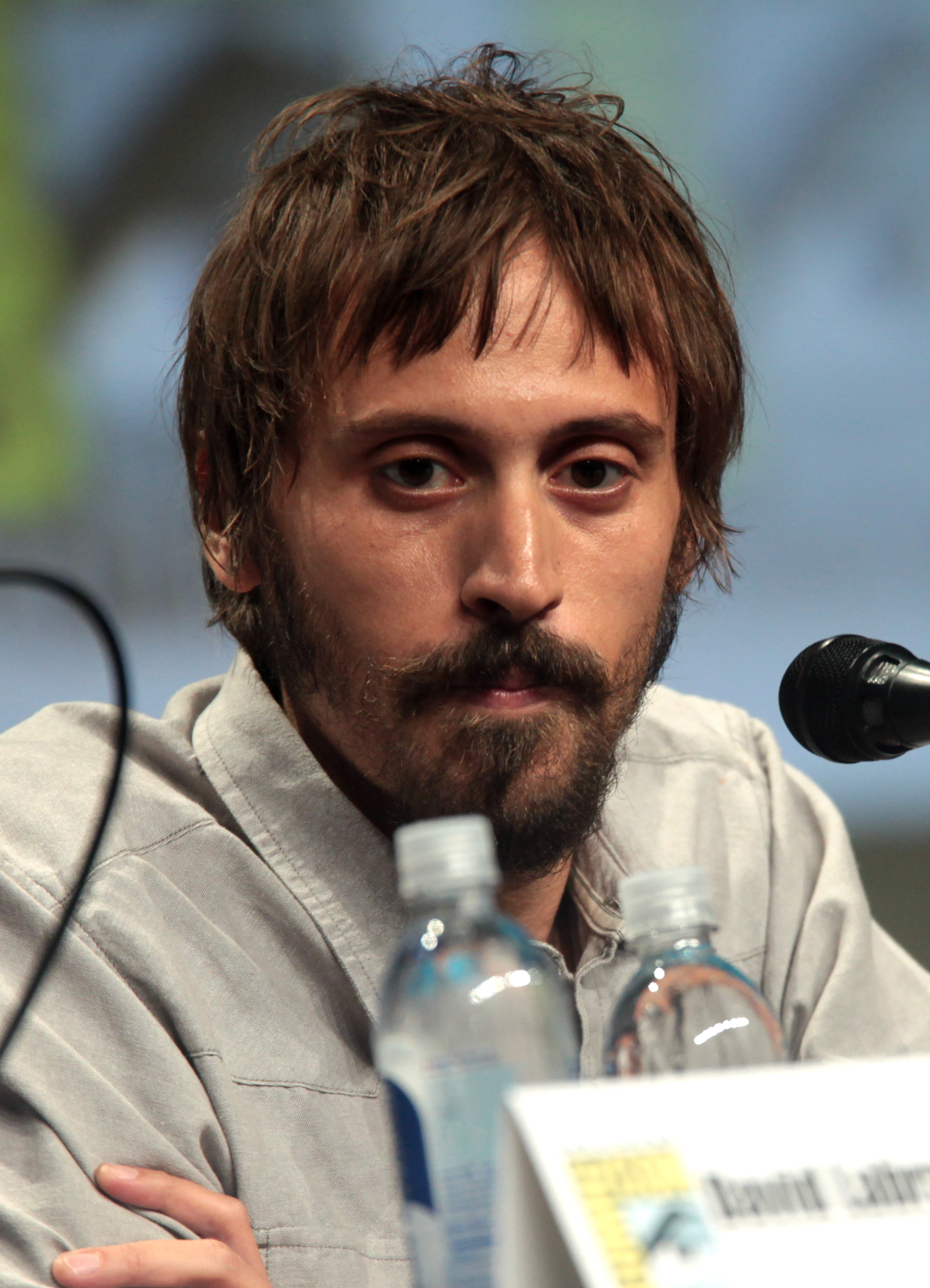
Niko Nicotera auf der San Diego Comic-Con International (2014)

Niko Nicotera (* in Pohlheim, Gießen) ist ein in Deutschland geborener US-amerikanischer Schauspieler, der vor allem durch die Rolle des George „Ratboy“ Skogstrom aus der Serie Sons of Anarchy Bekanntheit erlangte.

## Leben und Karriere
Nico Nicotera wurde in Gießen auf einem US-Army-Stützpunkt geboren. Seine Kindheit verbrachte er in Deutschland, Italien und England, wo die Familie etwa in Suffolk und London lebte und er an der Academy of Live and Recorded Arts lernte. Während seiner Zeit in England stand er etwa auf der Bühne des Globe Theatre und Begann zunächst in britischen TV-Serien mitzuwirken, darunter As If, Lady Musketier – Alle für Eine oder Rom.
Später zog es Nicotera nach Los Angeles, wo er bis heute lebt und zunächst etwa in CSI: NY, Castle oder CSI: Vegas zu sehen war, bevor er 2011 die Rolle des George „Ratboy“ Skogstrom in Sons of Anarchy übernahm und diese bis 2014 spielte. Durch diese Rolle erlangte er größere Bekanntheit. Es folgten Auftritten in Gotham, Halt and Catch Fire, MacGyver oder Criminal Minds.
Neben seinen Serienauftritten ist Nicotera auch regelmäßig in Filmen zu sehen, darunter Agent Crush, Some Guy Who Kills People oder California Solo. 2012 war er als Captain Holmes in Saving Lincoln zu sehen. 2015 folgte eine kleine Rolle in Vor ihren Augen. 2019 war er als Dave Dutchess in Clint Eastwoods Spielfilm Der Fall Richard Jewell zu sehen.

## Filmografie (Auswahl)
- 2001: As If (Fernsehserie, Episode 1x05)
- 2004: Lady Musketier – Alle für eine (La Femme Musketeer, Fernsehserie, 2 Episoden)
- 2004: Mile High (Fernsehserie, Episode 2x03)
- 2006: King Tut – Der Fluch des Pharao (The Curse of King Tut's Tomb, Fernsehfilm)
- 2006: Piraten der Karibik (Blackbeard, Miniserie, 3 Episoden)
- 2007: Rom (Fernsehserie, Episode 2x06)
- 2008: Agent Crush
- 2010: Sympathy for Delicious
- 2011: I Melt with You
- 2011: Some Guy Who Kills People
- 2011: True Blood (Fernsehserie, Episode 4x09)
- 2011–2014: Sons of Anarchy (Fernsehserie, 38 Episoden)
- 2012: California Solo
- 2012: The Mentalist (Fernsehserie, Episode 4x19)
- 2012: CSI: NY (Fernsehserie, Episode 9x06)
- 2012: Saving Lincoln
- 2013: Castle (Fernsehserie, Episode 5x24)
- 2014: CSI: Vegas (CSI: Crime Scene Investigation, Fernsehserie, Episode 14x18)
- 2014: Ocista: Anarchie
- 2015: Gotham (Fernsehserie, Episode 1x13)
- 2015: Halt and Catch Fire (Fernsehserie, Episode 2x01)
- 2015: Vor ihren Augen (Secret in Their Eyes)
- 2016: Let Me Make You a Martyr
- 2016: MacGyver (Fernsehserie, Episode 1x06)
- 2017: Criminal Minds (Fernsehserie, Episode 12x18)
- 2017: You’re the Worst (Fernsehserie, 3 Episoden)
- 2018: Navy CIS (NCIS, Fernsehserie, Episode 16x10)
- 2018–2019: The Rookie (Fernsehserie, 2 Episoden)
- 2019: The Orville (Fernsehserie, Episode 2x05)
- 2019: Der Fall Richard Jewell (Richard Jewell)
- 2020: Stumptown (Fernsehserie, Episode 1x18)
- 2021: Good Girls (Fernsehserie, 6 Episoden)